# بلدية بريزيدنت دوترا، مارانهاو
بلدية بريزيدنت دوترا، مارانهاو هي بلدية في البرازيل، ومستوطنة، تتبع مارانهاو، بلغ عدد سكانها 44٬731  نسمة، في 2010، تبلغ مساحتها 771٫574 كيلومتر مربع.

## الموقع
تشترك في الحدود مع:
- Dom Pedro, Maranhão [الإنجليزية]‏.